# Hickmania troglodytes
Hickmania troglodytes is een spinnensoort uit de familie Austrochilidae. De soort komt voor in Tasmanië.